# Percy Nunn
Sir Thomas Percy Nunn (* 28. Dezember 1870 in Bristol; † 12. Dezember 1944) war ein britischer Pädagoge und von 1913 bis 1926 Professor für Pädagogik am Institute of Education an der University of London. 1930 wurde er zum Ritter geschlagen.

## Frühe Lebensjahre
Nunn wurde 1870 in Bristol geboren. Sein Großvater und sein Vater waren Schulmeister. Er interessierte sich für die Herstellung mathematischer Instrumente und das Schreiben von Theaterstücken. Seine Ausbildung erhielt er an der Bristol University College. 1895 erhielt er seinen Bachelor of Arts.

## Karriere
Seine Karriere begann 1891 als Sekundarschullehrer an der Grammar School in London. Von 1891 bis 1901 entwickelte er Unterrichtsmethoden, die den Mathematikunterricht in Großbritannien revolutionierten.
1903 wurde er Mitarbeiter des London Day Training College. Er arbeitete nebenberuflich als Dozent. Später wurde er Professor für Pädagogik an der University of London. 1922 wurde er zum Rektor ernannt.
Er war der Präsident der Aristotelian Society von 1923 bis 1924.

## Ausgewählte Publikationen
- The teaching of algebra (including trigonometry). Longmans, Green and Company, 1914 (englisch, eingeschränkte Vorschau in der Google-Buchsuche).
- Education: its data and first principles. Longmans, Green and Company, 1920 (englisch, eingeschränkte Vorschau in der Google-Buchsuche).
- Relativity and gravitation: an elementary treatise upon Einstein's theory. University of London Press, 1923 (englisch, eingeschränkte Vorschau in der Google-Buchsuche).[3]